# Episodi di Bosch (settima stagione)
La settima ed ultima stagione della serie televisiva Bosch, composta da otto episodi, è stata interamente resa disponibile dal servizio di streaming di Amazon Video il 25 giugno 2021.
| n° | Titolo originale | Titolo italiano   | Pubblicazione USA | Pubblicazione Italia |
| -- | ---------------- | ----------------- | ----------------- | -------------------- |
| 1  | Brazen           | Faccia tosta      | 25 giugno 2021    | 25 giugno 2021       |
| 2  | The Dog You Feed | Il cane che nutri | 25 giugno 2021    | 25 giugno 2021       |
| 3  | Sabes Demasiado  | Sabes Demasiado   | 25 giugno 2021    | 25 giugno 2021       |
| 4  | Triple Play      | Triplo gioco      | 25 giugno 2021    | 25 giugno 2021       |
| 5  | Jury's Still Out | Il verdetto       | 25 giugno 2021    | 25 giugno 2021       |
| 6  | The Greater Good | Il bene maggiore  | 25 giugno 2021    | 25 giugno 2021       |
| 7  | Workaround       | Un sistema        | 25 giugno 2021    | 25 giugno 2021       |
| 8  | Por Sonia        | Por Sonia         | 25 giugno 2021    | 25 giugno 2021       |

## Faccia tosta
- Titolo originale: Brazen
- Diretto da: Alex Zakrzewski
- Scritto da: Eric Ellis Overmyer

### Trama
31 dicembre 2019. Sono passati quattordici mesi dalla conclusione del processo Kent. La notte di Capodanno di Harry Bosch, trascorsa in un jazz club con la Giudice Donna Sobel, si chiude con la chiamata dei vigili del fuoco per un incendio doloso appiccato ad East Hollywood in una palazzina occupata da cittadini stranieri. Testimoni riferiscono di aver visto due uomini incappucciati scendere da una macchina e lanciare una molotov. Bosch telefona ad Edgar che non risponde perché addormentato sul divano dopo essersi ubriacato, scontando ancora i postumi dell'omicidio di Avril, e finge con Billets che il collega abbia contratto un virus intestinale. Bosch resta particolarmente scosso per il ritrovamento sulle scale del corpo di Sonia, una bambina di dieci anni che la madre aveva mandato al piano superiore per consegnare un piatto di tamales ai vicini. Maddie, che ha ripreso a lavorare per Honey, viene invitata alla sua festa di Capodanno in cui è accompagnata dal fidanzato Antonio. Jun dà alla luce il figlio di Irving, nato prematuro.
Il mattino seguente Edgar torna a lavoro, subendo il rimprovero di Bosch perché non si sta facendo aiutare. I detective interrogano un residente che menziona una certa Gladys Rodriguez, conosciuta come La Majorista e nota per gestire lo spaccio di droga nel quartiere. Irving non capisce come mai Susanna Lopez, nonostante il suo endorsement sia stato decisivo per farla eleggere sindaco, lo abbia ignorato durante la conferenza stampa fuori dalla palazzina. Il dramma ha fatto presa sull'opinione pubblica, tanto che la piccola Sonia è ribattezzata la bambina dei tamales. Edgar è sottoposto al giudizio della commissione interna, cavandosela con la semplice ripetizione dell'esame di tattica, mentre la sparatoria è stata giudicata legittima. Il sindaco Lopez lancia una guerra agli speculatori che si arricchiscono sulle spalle dei poveri. Bosch ed Edgar scoprono che la porta d'emergenza della palazzina era bloccata, altrimenti Sonia si sarebbe potuta salvare, ma dell'amministratore di condominio Eduardo Rojas si sono perse le tracce.
Honey è il difensore di Vincent Franzen, lo speculatore arrestato in pompa magna dalla Lopez. Bosch si reca all'obitorio a identificare il cadavere di Sonia.
- Guest star: Troy Evans (Detective Barrel Johnson), Gregory Scott Cummins (Detective Crate Moore), DaJuan Johnson (Detective Rondell Pierce), Jacqueline Obradors (Detective Christina Vega), Scott Kalce (Tenente Mankiewicz), Bess Armstrong (Giudice  Donna Sobel), Daya Vaidya (Jen Kowski), Cynthia Kaye McWilliams (Detective Joan Bennett), Mark Herrier (Capitano Dennis Cooper), Linda Park (Jun Park), Ingrid Rogers (Latonya Edgar), Jonny Rios (Antonio Valens), Natalia Castellanos (Sindaco Susanna Lopez), Judith Moreland (Agente DA Roselyn Hines), Reed Diamond (Vincent Franzen), Eric Ladin (Scott Anderson), Gino Vento (Mickey Peña), Vanessa Born (Gladys Rodriguez), Bryan Michael Nunez (Pedro Alvarez), Carlos Miranda (Detective Chris Collins), Matt McTighe (Detective Andrew Lang), Valerie Dillman (Anne Sherwood), Kelvin Han Yee (Assistente capo Lester Sales), Alejandro Patino (Juan Rulfo)
- Altri interpreti: Chris Ufland (Bryce MacVittie), Jesse Bernstein (Roland Whittaker), LeShay Tomlinson (infermiera ICU), Albert Kong (Miller Walton), Arlington Randolph (Joe Edgar), Mataeo Mingo (Jack Edgar), Deji LaRay (Edgerwood), Moronai Kanekoa (Agente Kai Morgan), Cory Palka (sé stesso), Elizabeth Bond (Rosalie Evans), Alexandra Manea (Maria Hernandez), Bianca Melgar (Sonia Hernandez), Desiree Estrada (Victoria Solis), Lupe Carranza (donna residente)

## Il cane che nutri
- Titolo originale: The Dog You Feed
- Diretto da: Patrick Cady
- Scritto da: Eric Ellis Overmyer

### Trama
Sempre più perso nel tunnel dell'alcol, Edgar trascorre la notte in un locale di spogliarelliste e si presenta a lavoro il mattino seguente in uno stato pietoso, infastidendo Bosch che si sta facendo in quattro per sopperire alle frequenti assenze del collega. Bosch ed Edgar incontrano la proprietaria del condominio ad East Hollywood, la quale ammette candidamente di sfrattare gli inquilini che chiamano la polizia per denunciare lo spaccio di droga. Honey ottiene il rilascio di Franzen, nonostante l'assistente procuratore Tegan Boyle avesse chiesto una cauzione elevata, in ragione dell'alto numero di vittime truffate, e paventato il pericolo di fuga dell'imputato. Irving è preoccupato perché il collega e amico Francis Alexander, membro della commissione di polizia, ha deciso di dimettersi e rischia di fargli perdere la rielezione a capo della polizia. Quando però apprende che Francis vuole lasciare il lavoro perché gravemente ammalato, Irving ne rispetta la scelta e si premura di trovare il sostegno che gli serve in altro modo.
Una volta identificato il SUV usato per compiere l'attacco incendiario, Bosch ed Edgar vengono a sapere dalla proprietaria che lo ha lasciato al parcheggiatore del Magic Castle, locale esclusivo di prestigiatori in cui avvengono abitualmente sedute spiritiche. Uno degli addetti al parcheggio è Russel Barnes, paradossalmente un ladro di automobili in libertà vigilata. Messo sotto torchio da Edgar, Barnes confessa di aver prestato il SUV a due uomini della gang Las Palmas conosciuti come Trejo e Zorro. Successivi riscontri confermano che la benzina nella macchina corrisponde alla sostanza utilizzata per accelerare l'innesco della molotov. Bosch ed Edgar non hanno problemi ad ottenere un mandato di arresto per Trejo e Zorro, presentandosi a sirene spiegate nel territorio dei Las Palmas. Edgar perde il controllo con Trejo, preoccupando Bosch perché l'intera operazione è stata filmata dagli abitanti del quartiere e teme sicure ripercussioni per un collega sempre meno capace di dominarsi.
Franzen non intende accettare alcun accordo che preveda la detenzione in carcere e il pagamento di risarcimenti alle vittime, suggerendo ad Honey di usare come merce di scambio con la procura uno schema Ponzi, di cui è a conoscenza, del valore di circa 2.000.000.000 $. Irving avvicina Jen, la sua vecchia assistente passata a lavorare per la sindaca Romero, lamentando di essere ignorato dalla sua capa e auspicando che per la successione di Francis in commissione venga scelto un nome di suo gradimento. Jen lo intende come un tentativo di corruzione, avvertendo Irving che i suoi trucchetti non funzionano più. Billets trova la macchina verniciata con una scritta omofoba, sospettando delle due giovani reclute James Leonard e Clyde Norris che aveva redarguito durante un corso di formazione, nella cui circostanza uno dei due aveva sussurrato un insulto di questo tenore.
- Guest star: Troy Evans (Detective Barrel Johnson), Gregory Scott Cummins (Detective Crate Moore), DaJuan Johnson (Detective Rondell Pierce), Jacqueline Obradors (Detective Christina Vega), Linda Park (Jun Park), Reed Diamond (Vincent Franzen), Daya Vaidya (Jen Kowski), Ingrid Rogers (Latonya Edgar), Gino Vento (Mickey Peña), Vanessa Born (Gladys Rodriguez), Spencer Garrett (Fowkkes), Bryan Michael Nunez (Pedro Alvarez), Carlos Miranda (Detective Chris Collins), Valerie Dillman (Anne Sherwood), Johnny Rey Diaz (Emmanuel Trejo), Sean Riggs (Russell Barnes), Alex Fernandez (Francis Alexander), Joyce Guy (Mama Roux), Mark Rolston (Tenente Don Thorne), Milissa Sears (Assistente procuratore Tegan Boyle), Reuben Uy (Agente John Enochty), Gabrielle Lane (Ally)
- Altri interpreti: Hunter Burke (Agente James Leonard), Jonathan Ohye (Agente Clyde Norris), Cyndi Melendez (Agente Teri Lloyd), Mildred Marie Langford (Agente Stella Hunter), Arlington Randolph (Joe Edgar), Mataeo Mingo (Jack Edgar), Virginia Schneider (Donna Franzen), Sandra Cevallos (Giudice Roberta Vasquez), Carly Nykanen (Coroner Ayanna Stevens), Ben Cain (Osokwe Jackson), Kristin Carey (Daphne Curtis), Joe Lorenzo (Warren Jaramillo), Jean-Pierre Vertus (Lucien), Chris Muto (cameriere), Lyndsey E. Butler (Cadbury), Bianca Melgar (Sonia Hernandez), Cesar Garcia (Che Che)

## Sabes Demasiado
- Titolo originale: Sabes Demasiado
- Diretto da: Alex Zakrzewski
- Scritto da: Jeffrey Alan Fiskin

### Trama
Si stringe il cerchio intorno a Gladys Rodriguez. La perquisizione dell'appartamento in cui La Majorista vive rivela la presenza di una pistola che la donna asserisce non essere sua. Edgar commette una nuova leggerezza, distraendosi mentre la Rodriguez stava parlando in spagnolo con una vicina di casa presunta collaboratrice. L'arrivo dell'avvocato della donna costringe Bosch a interrompere l'interrogatorio, circostanza di cui incolpa Edgar in una discussione piuttosto animata tra i due storici partner. Honey sistema Franzen in un appartamento nascosto, ordinandogli di non uscire e comunicare solamente tramite un telefono usa e getta. Nonostante sia di pessimo umore, Bosch accetta la proposta di Maddie di invitare Antonio a cena. Irving ragguaglia il sindaco Lopez sui sospetti riguardanti La Majorista, ottenendone il pieno appoggio in cambio della celere individuazione di un colpevole per l'incendio della palazzina. Billets inoltra un reclamo formale al dipartimento per l'insulto omofobo, benché Cooper la metta in guardia dal deferire dei sottoposti.
Il nuovo giorno non porta alcun rasserenamento tra Bosch ed Edgar, con quest'ultimo ancora risentito per essere stato ripreso davanti a tutti i colleghi, oltre al fatto che Latonya gli sta impedendo di vedere i ragazzi. I due detective partecipano ai funerali di Sonia e sua madre, anche se l'obiettivo è far sentire il fiato sul collo a Mickey Peña, principale sospettato dell'incendio. Honey esplora la possibilità di denunciare alla SEC l'operazione di insider trading, sperando di convincere l'accusa ad accettare un patteggiamento. Sia Rondell che Vega sono preoccupati dalla possibile chiusura del loro dipartimento, sperando nella raccomandazione di Billets per passare alla nuova unità. Billets è redarguita dal proprio superiore Collins per non averlo preventivamente informato del reclamo. Due giovani reclute donne, Teri Lloyd e Stella Hunter, riferiscono a Billets uno spiacevole episodio accaduto in servizio con protagonisti Leonard e Norris, i quali non hanno prestato loro supporto durante un'operazione in strada.
La morte di Sonia sta provocando una sensazione di disagio in Bosch, disposto a tutto pur di dare giustizia alla bambina e a sua madre. Edgar vuole chiudere frettolosamente la terapia psicologica, fingendo che le cose vadano bene sia sul fronte personale che lavorativo. Franzen riceve la visita di Alessandra Dowd, la sua amante che vorrebbe tanto sostenerlo in tribunale, ignorando che l'abitazione è sorvegliata da qualcuno che ha anche visto Maddie consegnargli dei documenti da parte di Honey. La Majorista finisce in carcere, dove percepisce l'ostilità delle altre detenute e tenta di contattare Vega per collaborare alle indagini, sperando di ottenere la scarcerazione attraverso le sue preziose informazioni. Purtroppo per lei le paure erano fondate, dato che quella stessa sera viene ritrovata uccisa nella sua cella.
- Guest star: Troy Evans (Detective Barrel Johnson), Gregory Scott Cummins (Detective Crate Moore), DaJuan Johnson (Detective Rondell Pierce), Jacqueline Obradors (Detective Christina Vega), Scott Klace (Sergente Mankiewicz), Reed Diamond (Vincent Franzen), Bess Armstrong (Giudice Donna Sobel), Daya Vaidya (Jen Kowski), Mark Herrier (Capitano Dennis Cooper), Ingrid Rogers (Latonya Edgar), Andy Umberger (Burton Devore), Natalia Castellanos (Sindaco Susanna Lopez), Mark Rolston (Tenente Don Thorne), Gino Vento (Mickey Peña), Vanessa Born (Gladys Rodriguez), Jonny Rios (Antonio Valens), Bryan Michael Nunez (Pedro Alvarez), Carlos Miranda (Detective Chris Collins), Gina Gallego (Dottoressa Renata Garcia), Cesar Garcia (Che Che), Alejandro Patiño (Juan Ruffo)
- Altri interpreti: Michael A. Shepperd (Sergente Cletus Browne), Alexandra Siegel (Alessandra Dowd), Cyndi Melendez (Agente Teri Lloyd), Mildred Marie Langford (Agente Stella Hunter), Moronai Kanekoa (Agente Kai Morgan), Yennifer Behrens (avvocata), Bree Winslow (detenuta latina), Mary Cruz (vicina di casa donna)

## Triplo gioco
- Titolo originale: Triple Play
- Diretto da: Patrick Cady
- Scritto da: Lolis Eric Elie

### Trama
Un uomo mascherato uccide Franzen e la sua amante Alessandra. Arrivato sulla scena del crimine, Bosch identifica le vittime e il successivo controllo di Stanlio e Ollio rivela che l'appartamento è di proprietà di Honey. Siccome l'avvocata non risponde alle chiamate, Bosch chiede a Maddie di rintracciare urgentemente la sua capa, trovandola riversa sul pavimento d'ingresso. Mentre la Chandler è trasportata in ospedale in condizioni critiche, a casa sua giungono Robertson e Bennett in rappresentanza della Rapine & Omicidi. Maddie dichiara a Robertson di non poter violare il segreto professionale sulla difesa di Franzen. Sulla chat dei poliziotti circola una fotografia turpe di Billets. Informata della cosa, Billets è ancora più determinata a individuare i colpevoli e punirli adeguatamente. Romero sceglie Nestor Delgado come sostituto di Francis Alexander nella commissione, una mossa non gradita ad Irving perché ha capito benissimo che sarà in pole position per sostituirlo come capo della polizia.
Convocata in centrale, Maddie può parlare liberamente del caso Franzen grazie ad una perizia d'ufficio. La ragazza menziona a Robertson il fondo speculativo e l'operazione di insider trading sulla quale avrebbe dovuto basarsi la loro difesa, oltre naturalmente alla visita fatta all'appartamento prima dell'omicidio. Bosch chiede a Robertson di non far trapelare la testimonianza di Maddie e impone alla figlia di non parlare di questa storia con nessuno, neanche con Antonio. Fortunatamente per Honey, il killer non era esperto e una caffettiera ha deviato il proiettile, il che ha evitato che morisse sul colpo e le sta regalando una tenue speranza di sopravvivenza. Collins impone a Billets e a Thorne, il tenente della divisione reclute che vorrebbe metterla a tacere, di attendere l'esito delle verifiche degli affari interni prima di accusare apertamente qualcuno. Irving e Jun ricevono una delusione quando, pronti a prelevare James dall'ospedale, scoprono che il figlio deve stare ancora ricoverato per aver contratto l'ittero.
Billets ha commissionato un approfondimento sulla questione di Lloyd ed Hunter, nascondendo a Thorne che si tratta dei suoi sottoposti. Maddie non sopporta l'atteggiamento di Antonio che la sta tempestando di domande sulla sua testimonianza, essendo peraltro ancora sotto shock alla vista di Honey insanguinata. Irving comincia a muovere le sue leve per trovare qualcosa da usare contro Delgado. Pedro Alvarez, il principale sospettato dell'incendio ad East Hollywood, ha presentato tramite il suo avvocato istanza per essere trasferimento in isolamento, avendo saputo della sorte toccata alla Majorista. Bosch ed Edgar chiedono all'ufficio dello sceriffo di temporeggiare sulla richiesta, così da poterlo interrogare. I due detective usano lo spettro di spedirlo in pasto agli altri detenuti, ben pronti a fargli pagare l'omicidio di una bambina, per ottenere da Alvarez dettagli sul mandante dell'incendio, per il quale continuano a sospettare di Peña. Alvarez accetta di collaborare.
- Guest star: Troy Evans (Detective Barrel Johnson), Gregory Scott Cummins (Detective Crate Moore), DaJuan Johnson (Detective Rondell Pierce), Jacqueline Obradors (Detective Christina Vega), Scott Klace (Sergente Mankiewicz), Linda Park (Jun Park), Reed Diamond (Vincent Franzen), Cynthia Kaye McWilliams (Detective Joan Bennett), Natalia Castellanos (Sindaco Susanna Lopez), Mark Herrier (Capitano Dennis Cooper), Gino Vento (Mickey Peña), Bryan Michael Nunez (Pedro Alvarez), Mark Rolston (Tenente Don Thorne), Jonny Rios (Antonio Valens)
- Altri interpreti: Moronai Kanekoa (Agente Kai Morgan),  Michael A. Shepperd (Sergente Cletus Browne), Isait De La Fuente (Nestor Delgado), Adrian Bustamante (Agente Franco Rodriguez), Alexandra Siegel (Alessandra Dowd), Troy Caylak (sicario), Amy Broder (Louella Reed), Krishna Smitha (Dottoressa Lynn Agrawal)

## Il verdetto
- Titolo originale: Jury's Still Out
- Diretto da: Alex Zakrzewski
- Scritto da: Eric Ellis Overmyer e Benjamin Pitts

### Trama
Alvarez è finito sotto la custodia dell'FBI e trasferito in una non precisata struttura carceraria. Bosch ed Edgar chiedono udienza al procuratore generale per scoprire dove è finito. Robertson e Bennett riferiscono all'investigatore della SEC Burton Devore che l'uomo al centro dell'insider trading è il noto speculatore Carl Rogers. La verifica sulla condotta di Leonard e Norris è assegnata ad Harvey Pounds, il capitano con cui entrò in conflitto Bosch, il che non lascia tranquilla Billets. Costei, nel frattempo, ha scoperto che le due reclute autodefinitesi involontariamente celibi, aderiscono ad un gruppo di suprematisti bianchi. Le telecamere di sorveglianza consentono di individuare l'uomo che ha assassinato Franzen e l'amante, ma la maschera da lui indossata è realizzata appositamente per impedire il riconoscimento facciale. Attaccato da Delgado per la prassi di schedare le minoranze etniche, Irving minaccia di riesumare una vecchia indagine riguardante il sindaco Romero.
Bosch si reca nel quartiere dei Las Palmas per intimorire Peña, dopodiché chiede l'intercessione di Irving per arrivare al procuratore generale. L'avvocato di Rogers è Reason Fowkkes, lo stesso con cui Bosch si scontrò ai tempi del caso Holland, e per l'ennesima volta Edgar commette un errore, lasciandosi sfuggire l'esistenza di un testimone. Bosch ordina alla figlia di stare in casa e non uscire per la sua sicurezza. Robertson e Bennett sono chiamati per un duplice omicidio che potrebbe avere legami con Rogers. Billets incontra Julia Brasher perché anche lei ha avuto un'esperienza negativa con Leonard e Norris. Stanco di sentirsi un peso, Edgar chiede un paio di giorni di permesso da Billets. Stanlio e Ollio scovano tra i clienti di Fowkkes un noto gangster del crimine organizzato. Maddie confida ad Antonio di aver sempre ammirato la freddezza di sua madre, tanto che quando ha ricevuto la chiamata di Bosch si trovava nello stesso locale in cui Eleanor fu assassinata.
Bosch concorda con Tegan Boyle di far testimoniare Maddie davanti al grand jury, poiché una volta che lo avrà fatto nessuno potrà più farle del male. Edgar si rivolge a Mama Roux nella speranza di ritrovare la serenità perduta. Sentendosi in colpa per aver messo Maddie in pericolo, Edgar si apposta a sorvegliare la casa di Bosch e di sua figlia. Fowkkes ha ottenuto il video di una confessione che Honey ha fatto rendere a Franzen nell'ambito del suo procedimento. Nel filmato si vede Maddie passare dei documenti ad Honey, venendo riconosciuta da Fowkkes che chiama qualcuno per avvertirlo di questo dettaglio.
- Guest star: Annie Wersching (Julia Brasher), Troy Evans (Detective Barrel Johnson), Gregory Scott Cummins (Detective Crate Moore), DaJuan Johnson (Detective Rondell Pierce), Jacqueline Obradors (Detective Christina Vega), Scott Klace (Sergente Mankiewicz), Reed Diamond (Vincent Franzen), Linda Park (Jun Park), Daya Vaidya (Jen Kowski), Cynthia Kaye McWilliams (Detective Joan Bennett), Mark Derwin (Capitano Harvey Pounds), Spencer Garrett (J. Reason Fowkkes), Bess Armstrong (Giudice Donna Sobel), Andy Umberger (Burton Devore), Mark Herrier (Capitano Dennis Cooper), Milissa Sears (assistente procuratore Tegan Boyle), Gino Vento (Mickey Peña), Alain Rosenberg (Dottor William Golliher), Abraham Benrubi (Rodney Belk), Jonny Rios (Antonio Valens), Joyce Guy (Mama Roux), David Lengel (Lester Poole), Helen Madelyn Kim (Cisi Zhang)

- Altri interpreti: Hunter Burke (Agente James Leonard), Jonathan Ohye (Agente Clyde Norris), Isait De La Fuente (Nestor Delgado), Max E. Williams (Carl Rogers), Troy Caylak (sicario), Adrian Bustamante (Agente Franco Rodriguez), John Wusah (ufficiale di pattuglia), Hugo Carbajal (vice)

## Il bene maggiore
- Titolo originale: The Greater Good
- Diretto da: Patrick Cady
- Scritto da: Alex Meenehan

### Trama
Fowkkes è ucciso da Charles Kipps, emissario inviato da un certo Willy per compiere il delitto. L'uomo mascherato tiene sotto tiro Sobel e si fa portare in procura, lo stesso giorno in cui Bosch e Robertson accompagnano Maddie a testimoniare. Bosch si accorge che la Sobel non ha parcheggiato al solito posto, infatti la donna è morta e l'uomo mascherato gli ha teso un agguato. Grazie alla presenza di Edgar, in scorta dalla sera prima, l'uomo mascherato si distrae e Robertson lo uccide. Bosch è convinto che l'uomo mascherato sia stato assoldato da Fowkkes, l'unico nome in grado di collegare tutte le persone morte finora. Maddie riflette amaramente che, non fosse stata figlia di un poliziotto, probabilmente sarebbe morta. Irving discute con l'agente federale Bennett, ma il meglio che può ottenere per Alvarez è la protezione testimoni, avendo capito che l'FBI non intende muovere accusa a Peña. Il rapporto con Bennett viene comunque utile ad Irving per farsi consegnare il fascicolo dell'indagine su Romero.
Bosch ha scoperto che la referente di Fowkkes è l'assistente procuratore Tegan Boyle, altrimenti l'uomo mascherato non avrebbe mai saputo in che modo trovare la Sobel ed accedere all'ingresso sul retro del tribunale. Bosch lo vive come un affronto personale, dato che Fowkkes ha scelto appositamente di sacrificare Sobel perché sapeva della frequentazione in corso. Brasher trova un pesce morto nell'armadietto, segno che la sua chiacchierata con Billets non è passata inosservata, e si rifiuta di aiutarla per non subire ulteriori atti intimidatori. Edgar rintraccia Peña con il localizzatore e riconosce degli agenti federali tra gli uomini che lo hanno condotto a bordo di un suv. Di ritorno dal Messico, Hector Hernandez, il padre di Sonia, si presenta in centrale per chiedere informazioni sulle indagini relative all'incendio. Hernandez è sconcertato nel sentire che l'amministratore di condominio non sarà chiamato a rispondere della porta di emergenza bloccata, così come di Peña ancora a piede libero.
Bosch si rivolge a una vecchia conoscenza, l'agente federale Reece, per provare a fare luce su Alvarez. Due bonifici di Rogers a Fowkkes consentono a Bosch di ottenere il mandato per arrestarlo. Billets è invitata dalla compagna Valerie a lasciar perdere la sua battaglia e dimettersi, mandando a quel paese tutto il dipartimento di polizia. Quando Valerie è fermata con un banale pretesto da Leonard e Norris, Billets accorre sulla scena e invita le due reclute a prendersela soltanto con lei. Edgar confessa a Bosch che era sua intenzione uccidere Jacques Avril, ma adesso non sa se è effettivamente riuscito ad ottenere giustizia.
- Guest star: Annie Wersching (Julia Brasher), Troy Evans (Detective Barrel Johnson), Gregory Scott Cummins (Detective Crate Moore), DaJuan Johnson (Detective Rondell Pierce), Jacqueline Obradors (Detective Christina Vega), Scott Klace (Sergente Mankiewicz), Linda Park (Jun Park), Adam J. Harrington (Agente dell'FBI Jack Brenner), Julie Ann Emery (Agente dell'FBI Reece), Spencer Garrett (J. Reason Fowkkes), Bess Armstrong (Giudice Donna Sobel), Mark Herrier (Capitano Dennis Cooper), Milissa Sears (assistente procuratore Tegan Boyle), Gino Vento (Mickey Peña), Valerie Dillman (Anne Sherwood), Jennifer Hasty (Capitano Sara McCurdy), Turhan Troy Caylak (Charles Kipps), Verona Blue (Shaz)
- Altri interpreti: Hunter Burke (Agente James Leonard), Jonathan Ohye (Agente Clyde Norris), Max E. Williams (Carl Rogers), Ezequiel Stremiz (Hector Hernandez), John Eddins (Wash), Kent Shocknek (Kent Shocknek), Guy Garner (Giudice Simon Newland), Joni Bovill (Ida), Tim Powell (Oliver Baron), Jennifer Field (barista), Maurice Hall (guardia di sicurezza), Andrea Thompson (assistente di volo)

## Un sistema
- Titolo originale: Workaround
- Diretto da: Alex Zakrzewski
- Scritto da: Elle Johnson e Mitzi Roberts

### Trama
Bosch e Maddie partecipano al funerale di Donna Sobel, terminato il quale fanno la conoscenza della figlia Donna. Reece riferisce a Bosch che le sue richieste su Peña non hanno avuto esito, dando la netta impressione che l'uomo sia protetto dai piani alti dell'FBI. Irving mette le mani sul rapporto del sindaco Lopez, le cui indagini su presunte attività illecite sono state insabbiate giusto quando si è candidata. Irving svela le sue carte alla prima cittadina, sperando che ciò la convinca a confermarlo capo della polizia. Billets è informata di essere destinataria di una pesante denuncia per corruzione che, pur provenendo da un civile, le fa sospettare ci sia lo zampino di Leonard e Norris. La perquisizione dell'auto di servizio di Billets, effettuata senza mandato in quanto bene pubblico, rivela la presenza di due orecchini d'oro posizionati da qualcuno. Maddie sta progettando di andare a convivere con Antonio, soprattutto perché vorrebbe ricominciare a lavorare e spera di farlo nuovamente al fianco di Honey, ancora in coma in ospedale.
Hernandez è aggredito dagli uomini di Peña e in ospedale chiede l'aiuto di Bosch per identificare i responsabili. Quando Irving lo invita a lasciar perdere Peña, Bosch si indigna perché proprio il capo, con quello che sta passando con suo figlio, dovrebbe avere a cuore la causa della piccola Sonia. Robertson e la sua squadra perquisiscono la casa di Charles Kipps, dopodiché fanno altrettanto con l'abitazione di Willy Datz, uomo in combutta con Peña, in cui trovano una chat aperta per concordare l'arrivo di un aereo. Datz è, quindi, facilmente arrestato non appena atterrato. Il querelante di Billets è Andrew Patterson, un gioielliere da lei incontrato il giorno prima nell'ambito di un controllo sulla sicurezza del locale. Prima di lasciare l'ufficio, Billets incarica Vega di indagare su Patterson. Il gioielliere è tradotto in centrale per aver sporto una falsa denuncia, essendo emersi diversi suoi intrallazzi con il capitano Cooper che lo ha agevolato nella sua attività. Bosch riceve notizia che Irving ha autorizzato un'operazione nei confronti dei Las Palmas.
- Guest star: Troy Evans (Detective Barrel Johnson), Gregory Scott Cummins (Detective Crate Moore), DaJuan Johnson (Detective Rondell Pierce), Jacqueline Obradors (Detective Christina Vega), Scott Klace (Sergente Mankiewicz), Linda Park (Jun Park), Julie Ann Emery (Agente dell'FBI Reece), Cynthia Kaye McWilliams (Detective Joan Bennett), Natalia Castellanos (Sindaco Susanna Lopez), Mark Herrier (Capitano Dennis Cooper), Jennifer Hasty (Capitano Sara McCurdy), Carlos Miranda (Detective Chris Collins), Lindsay Musil (Bella Winslow), Michael Patrick McGill (Detective John Iverson), Jonny Rios (Antonio Valens), Iliza Shlesinger (Tenente Kristine Klotz), Stephen Caffrey (Andrew Patterson), Barbara Eve Harris (Capitano Marsha Macken), Johnny Rey Diaz (Emmanuel Trejo), Alejandro Patiño (Juan Rulfo)
- Altri interpreti: Mark Adair-Rios (Alex Kennedy), Hunter Burke (Agente James Leonard), Jonathan Ohye (Agente Clyde Norris), Moronai Kanekoa (Agente Kai Morgan), Mildred Marie Langford (Agente Stella Hunter), Cyndi Melendez (Agente Teri Lloyd), Ezequiel Stremiz (Hector Hernandez), Don Luce (Willy Datz), Adrian Bustamante (Agente Franco Rodriguez), Sean Christopher Davis (Detective Rick Thompson), Debbon Ayer (Connie Smith)

## Por Sonia
- Titolo originale: Por Sonia
- Diretto da: Patrick Cady
- Scritto da: Michael Connelly ed Eric Ellis Overmyer

### Trama
La commissione di polizia approva un secondo mandato di cinque anni per Irving con voto decisivo di Delgado. Indignato per la rielezione di Irving, Bosch incontra il giornalista Scott Anderson che lo informa del presunto scambio di favori tra il suo capo e il sindaco per ottenere il voto di Delgado. Billets sente di avere le mani legate, non potendo muovere causa al dipartimento perché altrimenti perderebbe la sua posizione di potere, mentre Anne insiste per farle mollare tutto e andare in pensione. La scelta di restare al suo posto paga, dato che Irving vuole promuoverla al posto di Collins. All'uscita dalla centrale Irving è duramente apostrofato da Bosch, avvertendolo che non tollererà ulteriori ingiurie da parte sua. Volendo svolgere un lavoro utile alla comunità, Maddie presenta domanda per entrare in polizia, confidando nel fatto che suo padre sarà tra coloro i quali verranno trasferiti al West Bureau e quindi nessuno la potrà accusare di essere raccomandata.
I detective trasferiti sono Bosch, Edgar, Vega e Pierce. Bosch passa al West Bureau e la sua nuova partner sarà Vega, mentre Edgar finisce alla Rapine & Omicidi e Pierce non gradisce il passaggio al turno di notte, il cosiddetto ultimo spettacolo. Maddie raggiunge suo padre al bar in cui si trova assieme ai colleghi per annunciargli la sua domanda in polizia, non ricevendo la reazione entusiasta che si aspettava, benché alla fine Bosch si dica fiero di lei. Mentre Honey esce dal coma, Bosch non si dà pace per Peña ed Edgar lo esorta a non tirare fuori un dossier che complicherebbe la vita a tutti quanti. Tuttavia, Bosch è risoluto nel voler mettere fine a questa storia e vendicare una volta per tutte Sonia, presentandosi a un incontro organizzato tra i Las Palmas e l'FBI. Edgar decide di accompagnarlo, essendo tra l'altro l'ultima cosa che faranno come partner prima della separazione. Maddie fa visita ad Honey in ospedale.
Bosch preleva Peña e lo arresta per tutti gli omicidi commessi nella palazzina di East Hollywood. Siccome Peña indossava un microfono, l'FBI è a conoscenza del rapimento da parte di Bosch e Irving viene immediatamente contattato per convincere Bosch a lasciarlo andare e non far saltare l'operazione con i Las Palmas. Dopo aver passato la storia ad Anderson, Bosch congeda Edgar, volendosi assumere la piena responsabilità di quanto accaduto davanti ad Irving. Quest'ultimo non fa in tempo ad interrompere le pratiche dell'arresto di Peña, sospendendo Bosch con effetto immediato. Irving forza il rilascio di Peña che all'esterno della centrale è ucciso da Hector Hernandez, a sua volta freddato dagli agenti accorsi sul posto; prima di spirare, Hector dice a Bosch di averlo fatto per Sonia. Bosch riconsegna il distintivo ad Irving, non sentendosi più un poliziotto.
- Guest star: Troy Evans (Detective Barrel Johnson), Gregory Scott Cummins (Detective Crate Moore), DaJuan Johnson (Detective Rondell Pierce), Jacqueline Obradors (Detective Christina Vega), Scott Klace (Sergente Mankiewicz), Linda Park (Jun Park), Eric Ladin (Scott Anderson), Julie Ann Emery (Agente dell'FBI Reece), Adam J. Harrington (Agente dell'FBI Jack Brenner), Matthew Lillard (Luke Goshen), Gino Vento (Mickey Peña), Valerie Dillman (Anne Sherwood), Carlos Miranda (Detective Chris Collins), Jonny Rios (Antonio Valens)
- Altri interpreti: Ezequiel Stremiz (Hector Hernandez), Moronai Kanekoa (Agente Kai Morgan), Isait De La Fuente (Nestor Delgado), John Eddins (Wash), Adrian Bustamante (Agente Franco Rodriguez), Kent Shocknek (sé stesso), Danny Borquez (Shoeshine Juan), Marlan Clarke (presidente della commissione di polizia), Alex Ruiz (agente dell'FBI Hector Aguilar), Anthony L. Fernandez (Gooding), Tom Bernardo (Agente Nidi), Catherine Bruhier (impiegata), Christian Barber (agente di cartelloni pubblicitari), Peter Jewitt (agente penitenziari), Jose Vasquez (cuoco)